# Willem van Veldhuizen

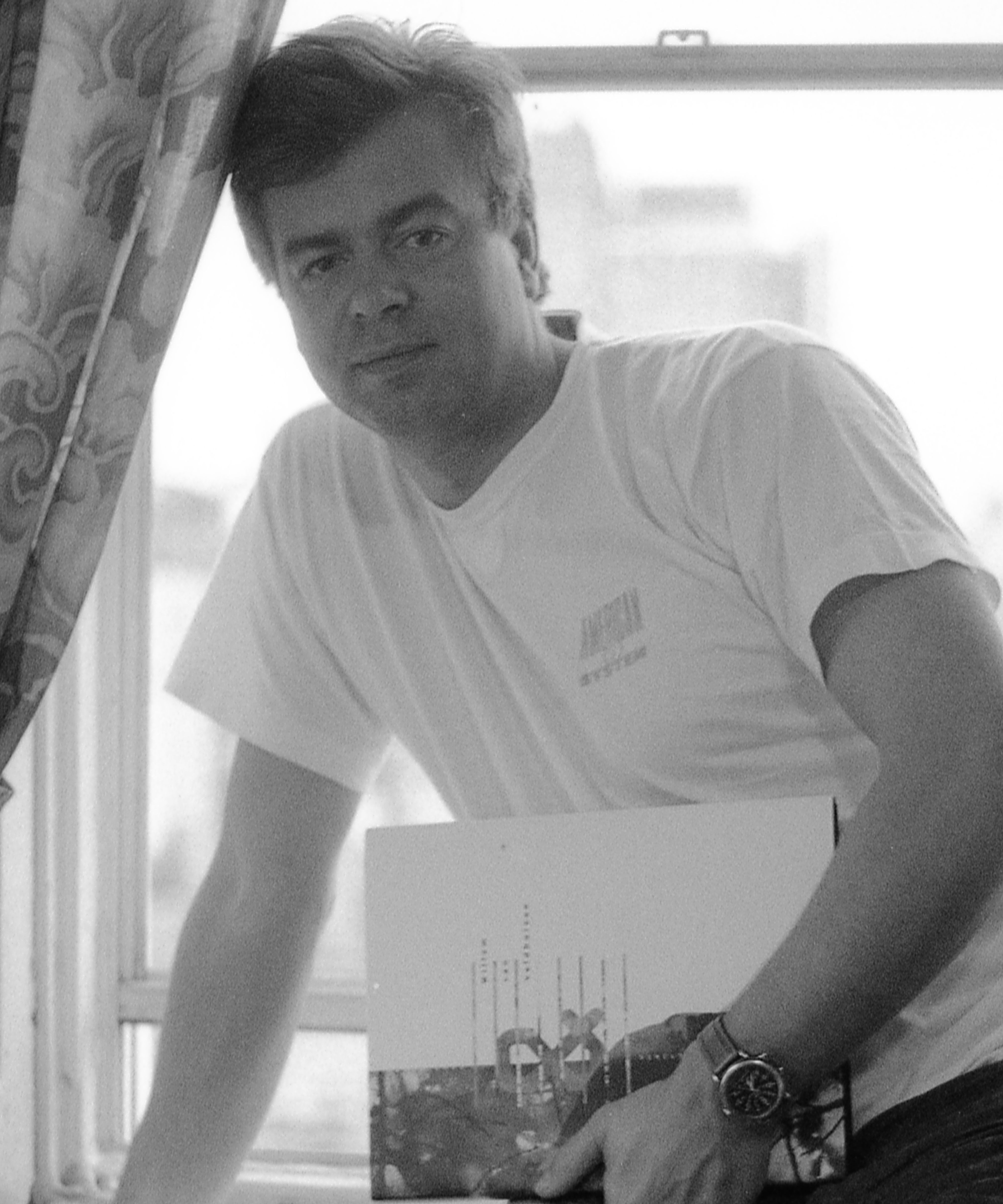
Willem van Veldhuizen in 1992

Willem van Veldhuizen (Rotterdam, 13 januari 1954) is een Nederlands kunstschilder, die werkt in een modern realistische en hyperrealistische stijl met als voornaamste thema museuminterieurs.

## Algemeen
Na de middelbare school in Krimpen aan den IJssel, studeerde Van Veldhuizen van 1972 tot 1977 aan de Willem de Kooning Academie in Rotterdam samen met o.a. Frank Dam, Jos Looise en Anton Vrede. Na z'n studie vestigde hij zich in Rotterdam.  
In 1978 ontving Van Veldhuizen meerdere prijzen; de Bronzen medaille Europaprijs voor schilderkunst, de Karel Klinkenbergprijs voor de tekenkunst, en een Koninklijke Subsidie voor de vrije Schilderkunst. In het jaar erop schreef Frans Duister een artikel over z'n werk in Kunstbeeld. 
Van 1991 tot 2005 werd Van Veldhuizen vertegenwoordigd door kunsthandel Loek Brons. Sinds 1992 werd zijn werk praktisch elk jaar geëxposeerd op TEFAF te Maastricht.
Naast schilderen heeft Van Veldhuizen zich bekwaamd in het modeltekenen en video. Zijn werk bevindt zich in diverse particuliere en museale collecties.

## Werk
Van Veldhuizen is geïnspireerd door moderne meesters als Mark Rothko, en voelt zich verwant met 17e-eeuwse Nederlandse architectuurschilder Pieter Jansz. Saenredam. Saenredam is op verschillende manieren in het werk van Van Veldhuizen te vinden. In de museuminterieurs, die hij schildert, verwijst hij vaak naar zijn favorieten in de kunst, zoals onder andere Michelangelo, Picasso, Man Ray, Barnett Newman, Gerrit Rietveld en Le Corbusier.
De compositie van Van Veldhuizens schilderijen is in het algemeen opgezet volgens een vast patroon. Van Veldhuizen verklaarde in 2005: "Het bovenste, smalle gedeelte van het doek toont de achterwand of een glazen wand, waardoorheen een tuin of een stedelijk landschap zichtbaar is met op de voorgrond een groot vloeroppervlak. De werkelijkheid van het gebouw of van de wereld daarbuiten weerspiegelt zich in de vloeren. Het achterste gedeelte is tot in precisie geschilderd."
Het Noordbrabants Museum stelde in 2014: "Het werk van Van Veldhuizen kenmerkt zich door de weergave van een bijna onwerkelijk lege binnenruimte, vaak een museuminterieur, waarvan een groot gedeelte vloer is, met een uitzicht naar buiten. De werkelijkheid die zich achter het raam bevindt weerspiegelt zich in de glimmende vloer. Daarnaast plaatst Van Veldhuizen vaak elementen in de ruimte, zoals beelden of meubels. Interieur, elementen en buitenruimte vormen een samenhangende compositie die technisch zeer realistisch geschilderd is, maar een surrealistische voorstelling geeft. Mensen ontbreken op de meeste van zijn werken; het ruimtelijke gevoel wordt gerealiseerd met licht, reflectie en schaduw."